# Learn from Yesterday! Live for Today! Hope for Tomorrow!
『Learn from Yesterday! Live for Today! Hope for Tomorrow!』（ラーン・フロム・イェスタデイ! リヴ・フォー・トゥデイ! ホープ・フォー・トゥモロー）は、X.Y.Z.→Aの6枚目のアルバム。2009年11月11日にトイズファクトリーよりリリースされた。

## 解説
X.Y.Z.→Aの6枚目となる、デビュー10周年記念アルバム。
ファンクラブ限定で2月から10月に掛けて毎月1枚ずつリリースされたシングル曲が収録されている。
このアルバムでは全編に渡りストリングスアレンジが加われている。

## 収録曲
1. Z to A
作詞：二井原実 / 作曲：橘高文彦
2. Yesterday!Today!Tomorrow!
作詞：二井原実 / 作曲：橘高文彦
3. Succession
作詞 / 作曲：二井原実
4. Angela
作詞 / 作曲：二井原実
5. Never Too Late
作詞：二井原実 / 作曲：橘高文彦
6. Dedicate My Life
作詞 / 作曲：二井原実
7. Jumping Jack
作詞：二井原実 / 作曲：ファンキー末吉、橘高文彦
8. 眠れなくて
作詞 / 作曲：二井原実
9. Shining Star
作詞 / 作曲：ファンキー末吉
10. No Money No Fame
作詞：二井原実 / 作曲：ファンキー末吉
11. The Greatful Wa!Sa!Da!
作詞：ファンキー末吉 / 作曲：和佐田達彦
12. Banzai Birthday
作詞 / 作曲：ファンキー末吉